# Trstená
Trstená (polsky Trzciana, ve středověku německy B[r]ingenstadt, maďarsky Trsztena) je město na severním Slovensku, v okrese Tvrdošín v Žilinském kraji. Žije v ní přibližně 7 000 obyvatel.

## Historie

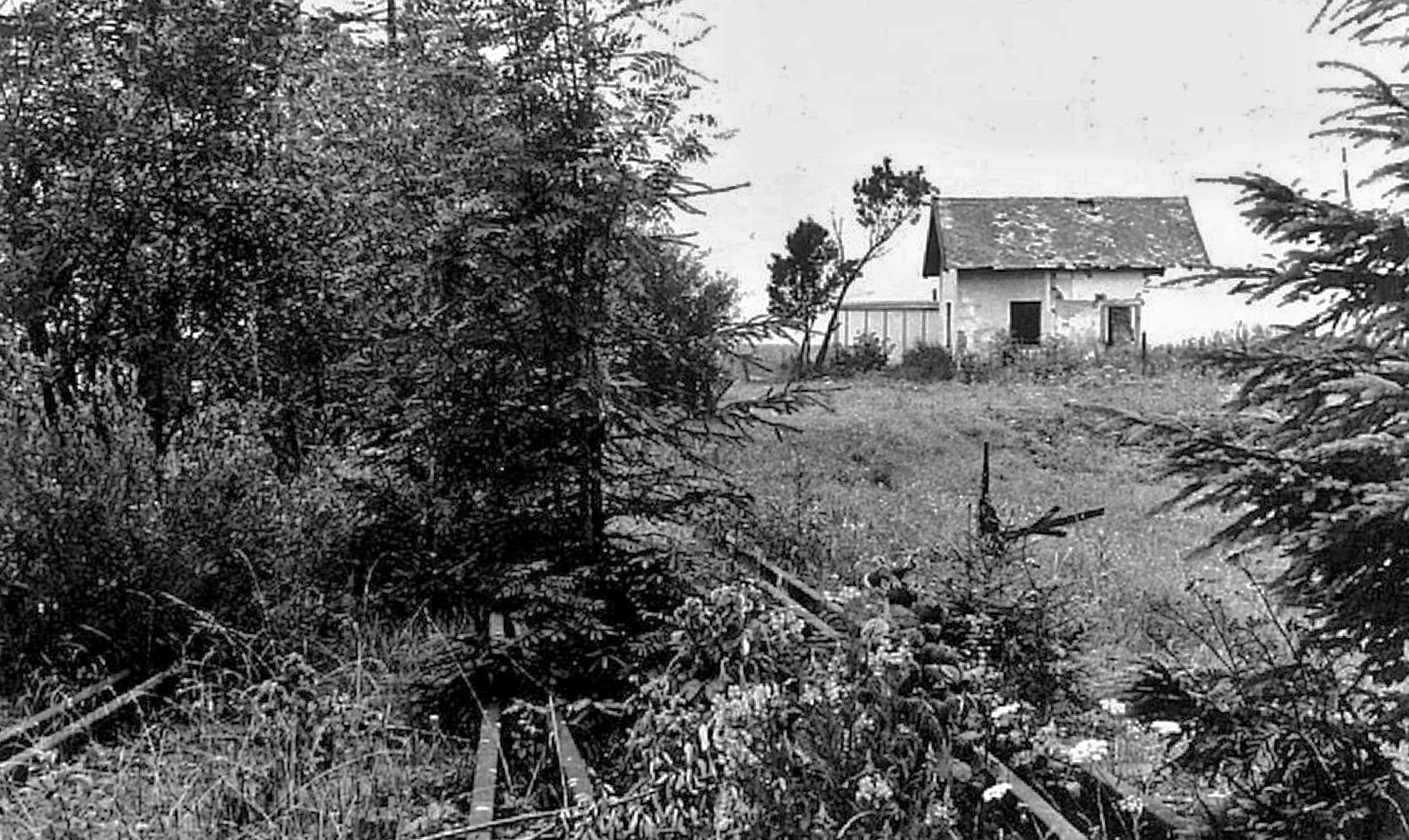
Zrušená trať Trstená – Suchá Hora v roce 1987

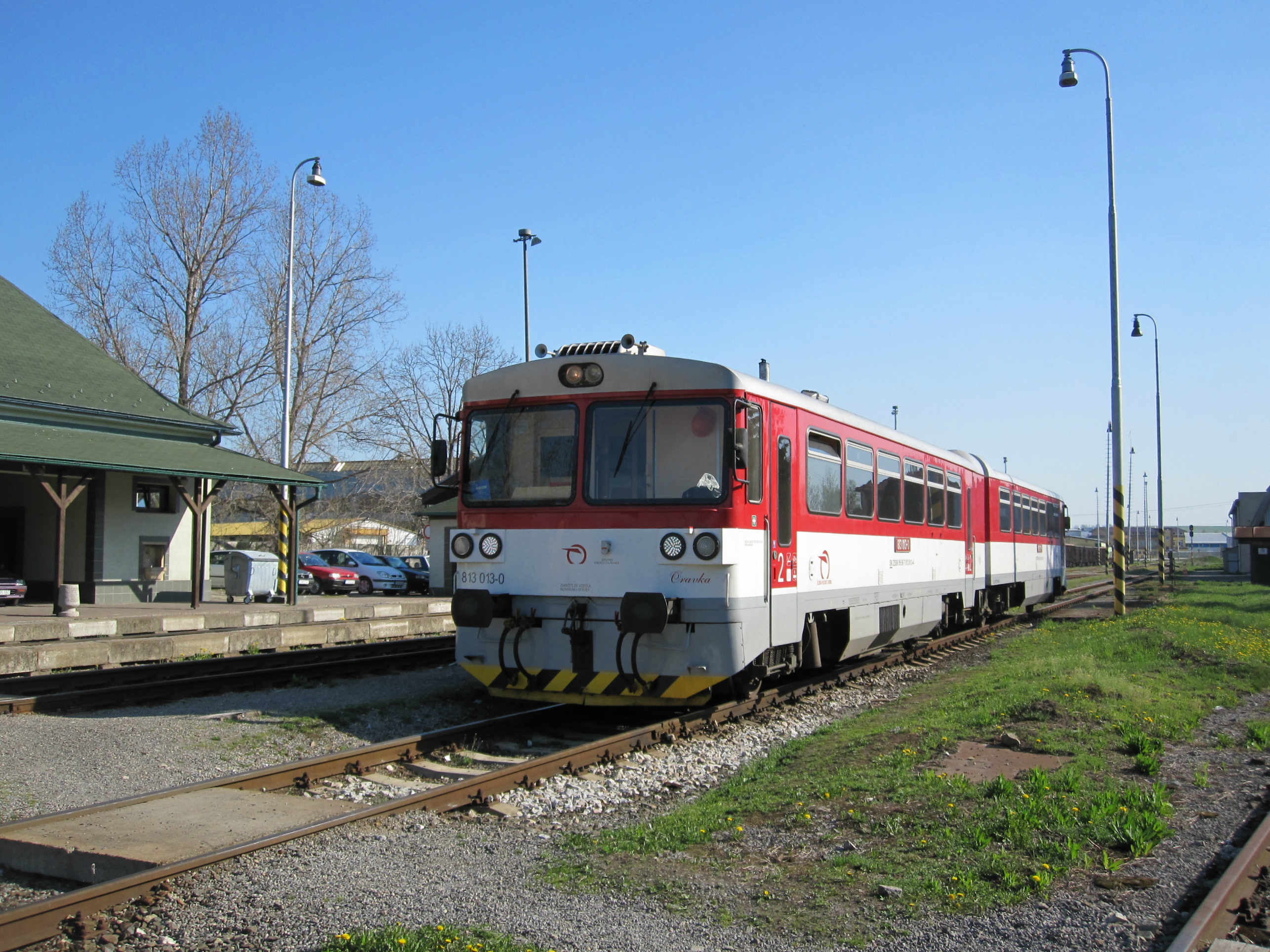
Vlak Os 7908 ve stanici Trstená před odjezdem do Kraľovan (rok 2012)

První písemná zmínka o Trstené je z roku 1371, kdy byla založena šoltýsem (lokátorem) Janem Hertelem podle německého práva. Práva udělená zakladatelem potvrdil ve výsadní listině z roku 1424 král Zikmund Lucemburský.

## Přírodní poměry
Město se nachází na břehu řeky Oravice, nedaleko Oravské přehrady, cca 6 km polských hranic a cca 38 kilometrů od Dolného Kubína. Město je od Bratislavy vzdálené 289 kilometrů, od krajského města Žiliny 89 kilometrů a od okresního města Tvrdošín 5,8 kilometru. Sousedí z osmi obcemi: Bobrov, Námestovo, Vavrečka, Brezovica, Liesek, Štefanov nad Oravou, Tvrdošín a Zábiedovo.
Do správního území města zasahuje chráněná krajinná oblast Horní Orava a leží v něm chráněný areál Bratkovčík.

## Doprava
Ve městě je konečná stanice železniční trati Kraľovany – Trstená. Původně tato trať od roku 1904 vedla až do pohraniční Suché Hory, kde se napojila na polskou železniční síť a pokračovala až do Noweho Targu v Malopolském vojvodství. Spojení do Polska bylo přerušeno v období druhé světové války, od roku 1971 byl ukončen provoz také mezi Suchou Horou a Trstenou.
Okolo města vede evropská silnice E77. Je zde silniční hraniční přechod Trstená–Chyżne.

## Pamětihodnosti
- Kostel svatého Martina
- Františkánský klášter
- Pamětní deska revolučního národního výboru
- Pomník desátého výročí vzniku Československa a padlých
- Wilcsekova kurie
- Socha svatého Floriána

## Osobnosti
- Martin Hattala (1821–1903), římskokatolický kněz, piarista, jazykovědec, slavista, profesor Univerzity Karlovy v Praze
- Štefan Furdek (1855–1915), slovenský katolický kněz, novinář, spisovatel a národní buditel, působící v USA

## Galerie

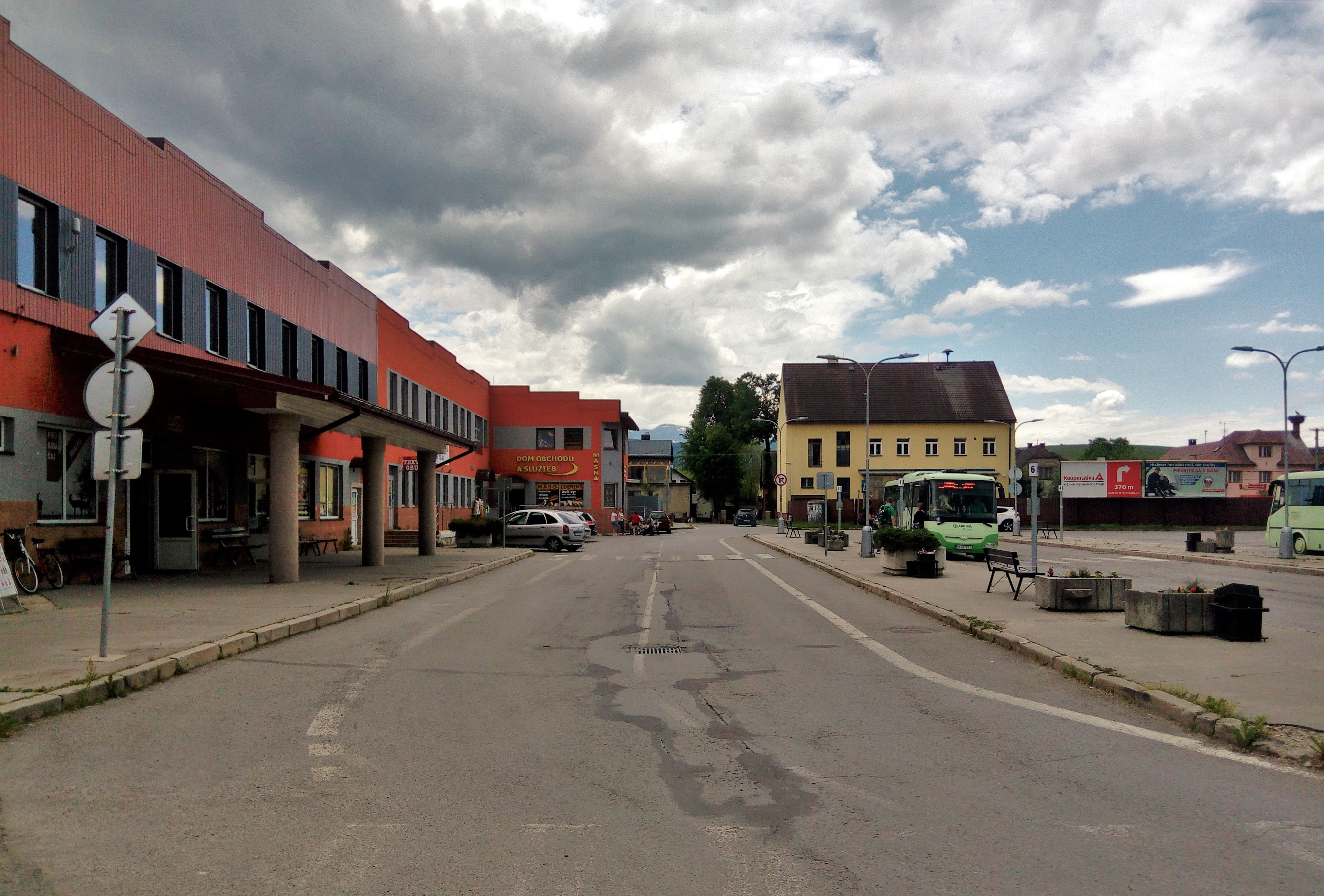
Autobusové nádraží
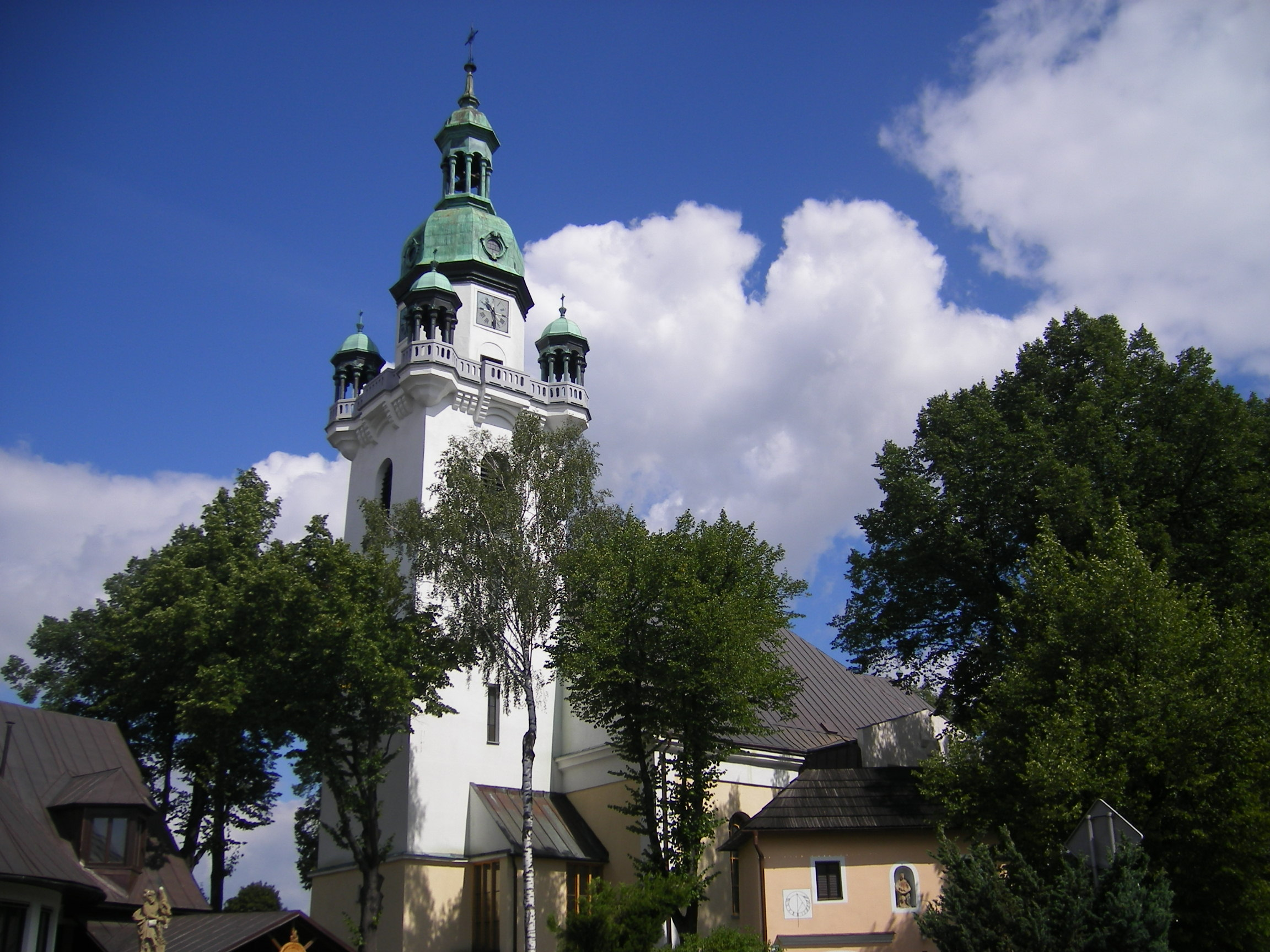
Kostel svatého Martina
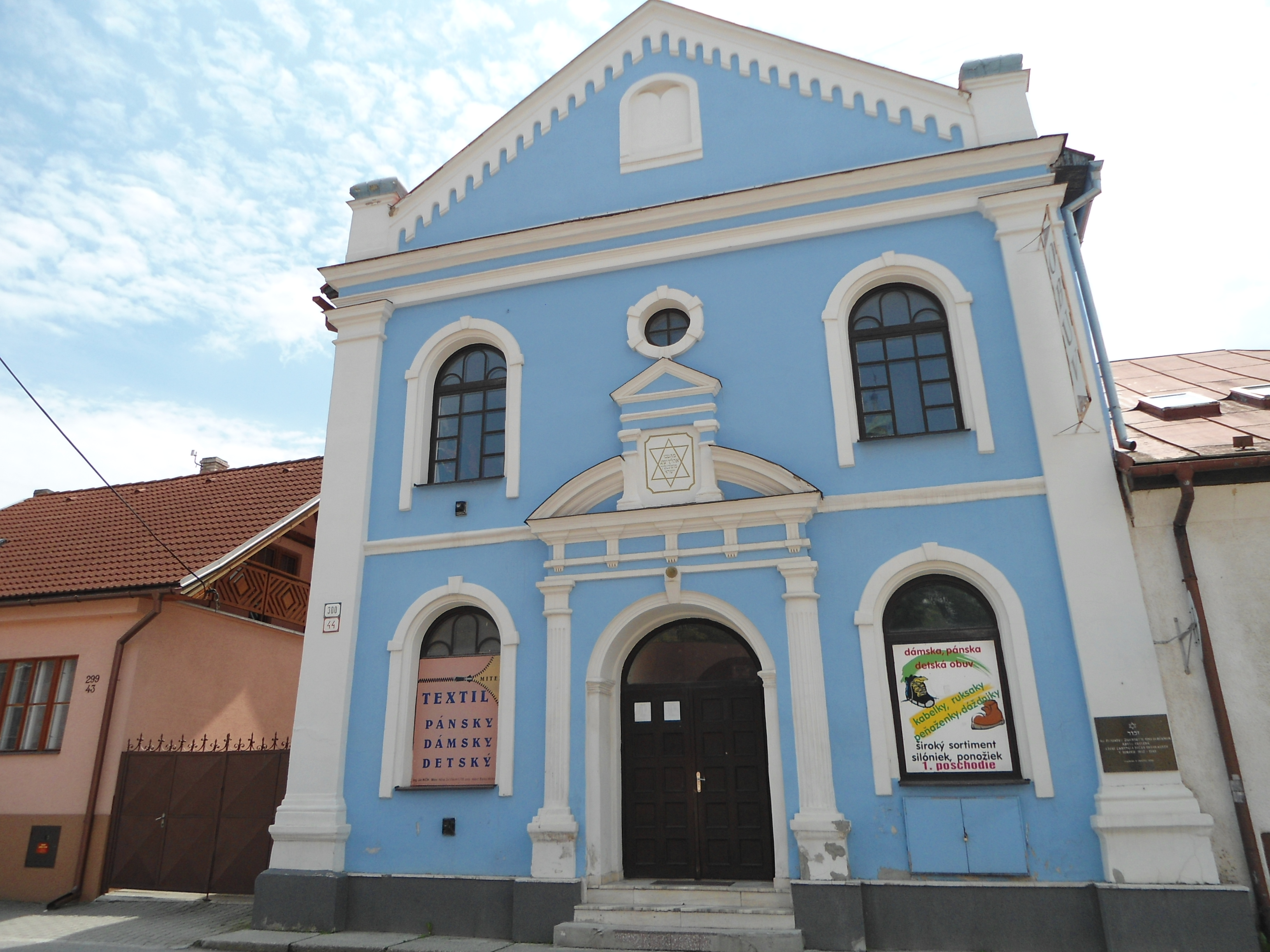
Synagoga v Trstené
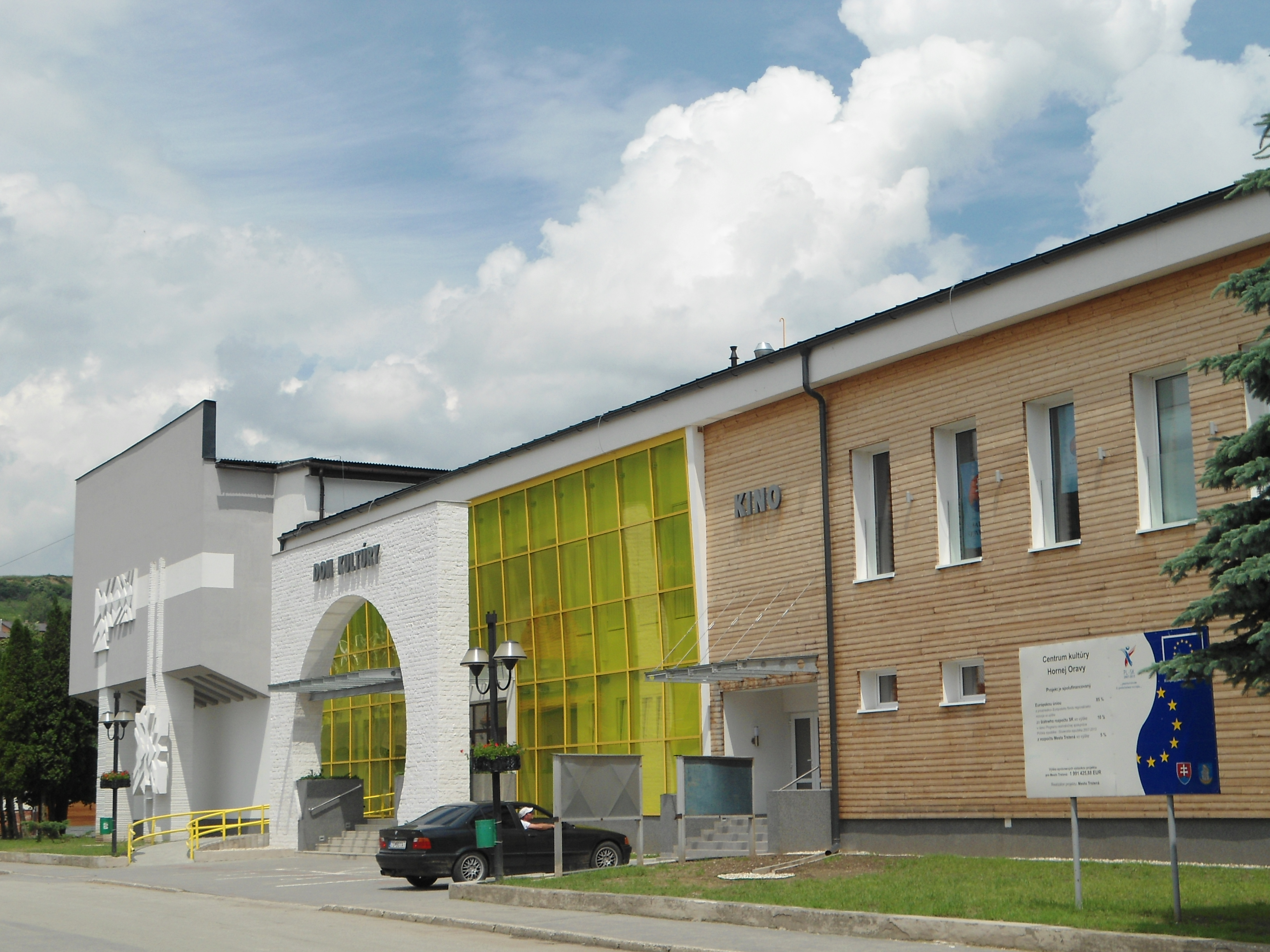
Kulturní dům